# Tia Dalma
Tia Dalma est un personnage fictif de la franchise Pirates des Caraïbes de Disney, qui fait ses débuts dans Pirates des Caraïbes : Le Coffre du Mort. C'est une pratiquante du vaudou et du hoodoo qui était autrefois amoureuse du pirate Davy Jones et qui l'a maudit après sa trahison. Dans le troisième film, Tia se révèle être l'apparence mortelle de Calypso, la déesse de la mer.
Tia Dalma est un personnage important des médias Disney, apparaissant en bonne place dans la presse écrite et les jeux vidéo crossover. Le personnage joué par Naomie Harris continue de recevoir un accueil positif de la part des médias pour sa performance dans le rôle de Tia Dalma.

## Personnage
Le personnage est mystique. Tia Dalma, se révèle plus tard être l'apparence mortelle de Calypso, la déesse de la mer que les marins admiraient et craignaient en même temps. C'est une prêtresse vaudou aux dents noires et aux lèvres bleues, et elle a les cheveux en dreadlocks; elle parle en patois jamaïcain. La mère de Harris, une immigrante jamaïcaine, était sa coach d'accent. En termes de personnalité, elle est décrite comme coquette, « coquette, sensuelle, épris de plaisir et extravagante », faisant allusion à la conviction que Calypso était une séductrice. Tia Dalma est représentée pieds nus dans la bande dessinée tirée du film Pirates des Caraïbes .
Tia Dalma est une alliée de Jack Sparrow, faisant du commerce avec lui, aidant à son sauvetage et flirtant occasionnellement. Il est sous-entendu dans les échanges qu'ils ont partagé une histoire romantique.
Au fur et à mesure de la saga, il est révélé qu'en tant que Calypso, elle avait eu une relation amoureuse avec Davy Jones, et c'est leur trahison mutuelle qui les a conduit à leurs transformations respectives. Calypso avait chargé Davy Jones de transporter les âmes des morts, promettant de le revoir dans dix ans. Cependant, le moment venu, elle était introuvable. En représailles, Davy Jones a révélé à la première cour des pirates comment l'emprisonner sous sa forme mortelle et s'est arraché le cœur, le mettant à l'abri dans un coffre, appelé le coffre du mort. Tout en se cachant sous le nom de Tia Dalma, elle raconte l'histoire à Sparrow et son équipe, décrivant Calypso, avec les yeux remplis de larmes, comme une femme « dure, changeante et indomptable comme la mer ».

## Apparences

### Films

#### Le Secret du coffre maudit
Jack Sparrow revient voir Tia Dalma après plusieurs années, ayant besoin de son aide. Poursuivi à travers les Caraïbes par le Kraken de Davy Jones, il projette de retrouver le coffre maudit. Ce coffre renferme le cœur de Davy Jones, seul moyen de le tuer. Tia Dalma donne à Jack l'emplacement du Hollandais volant ainsi qu'un pot de terre censé le protéger de Jones, en échange du singe mort-vivant qui appartenait au défunt capitaine Barbossa.
Après que Jack a été emporté dans l’antre de Davy Jones par le Kraken, son équipage retourne chez Tia Dalma. Celle-ci semble avoir anticipé cette issue et informe l’équipage endeuillé qu’il existe un moyen de sauver Jack. Elle révèle qu’elle a ressuscité le capitaine Barbossa, qui se chargera de mener la mission de sauvetage.

#### Jusqu'au bout du monde
Tia Dalma joue un rôle majeur et crucial dans cet épisode. Elle rejoint le Capitaine Barbossa, Will Turner, Elizabeth Swann et le reste de l'équipage du Black Pearl pour se rendre à Singapour. Sur place, ils infiltrent le repaire de Sao Feng pour récupérer une carte de navigation indispensable pour atteindre le bout du monde et l'antre de Davy Jones, échappant de justesse aux griffes de la Compagnie des Indes Orientales. Pendant le voyage, elle explique à Pintel et Ragetti que Jack Sparrow ne peut pas être ressuscité comme Barbossa, car il a été « pris » par le Kraken, tandis que Barbossa est mort de causes naturelles. Après avoir sauvé Jack de l'antre, Tia Dalma flirte avec lui et évoque une relation amoureuse passée. Tandis que le groupe cherche un moyen de retourner dans le monde des vivants, ils croisent de nombreuses âmes à la dérive. Tia Dalma raconte alors l'histoire de Davy Jones et de Calypso, mais elle garde son identité secrète. En caressant son médaillon, elle se remémore que Davy Jones fut autrefois humain.
Plus tard, il est révélé que Tia Dalma est en réalité Calypso, enfermée sous forme humaine. Ses véritables intentions apparaissent lorsqu'on apprend qu'elle a ressuscité Barbossa et sauvé Sparrow parce qu'ils sont tous deux des Seigneurs Pirates du Tribunal de la confrérie. Chacun possède une « pièce de huit », l'un des neuf talismans nécessaires pour la libérer. À son arrivée, elle rappelle à Barbossa que c’est grâce à son pouvoir qu’il est revenu à la vie, en donnant temporairement un aspect squelettique à sa main (une référence à La Malédiction du Black Pearl). Elle le prévient que s’il ne respecte pas leur accord, elle le tuera.
Tia Dalma retrouve brièvement son ancien amant, Davy Jones, alors qu’elle est emprisonnée dans la cale. Face à sa colère, elle lui rétorque qu’il ne l’aurait jamais aimée sans son caractère imprévisible. Elle le réprimande aussi pour avoir abandonné son devoir de transporter les âmes dans l’autre monde, ce qui a conduit à sa transformation en monstre. Furieuse contre les Seigneurs Pirates pour l’avoir enfermée sous forme humaine, elle révèle ses intentions : se venger d’eux et utiliser ses pouvoirs pour reprendre le contrôle. Lorsqu’elle touche Davy Jones, il redevient brièvement l’homme qu’il était. Ses adieux montrent qu’il l’aime encore, malgré tout.
Alors que la bataille entre la Compagnie des Indes orientales et les pirates approche, Barbossa et Ragetti libèrent Calypso de son enveloppe humaine. Avant sa libération, Will lui révèle que c’est Davy Jones qui l’a trahie, révélant au premier Tribunal de la Confrérie comment la piéger sous forme humaine. Transformée, elle atteint une taille gigantesque et domine l’équipage. Barbossa lui demande de respecter leur pacte et d’aider les pirates, mais elle se libère sous forme de milliers de crabes qui submergent le navire avant de disparaître dans la mer. Sa colère engendre un maelström violent, théâtre du combat entre le Black Pearl et le Hollandais Volant.
Calypso, furieuse, n’aide aucun camp, sa rancune étant dirigée à la fois contre les Seigneurs Pirates et contre Davy Jones. Pendant le combat, Will Turner est mortellement blessé par Davy Jones, mais avec l’aide de Jack Sparrow, il transperce le cœur de ce dernier. Davy Jones meurt en s’effondrant dans le maelström, criant un dernier mot : « Calypso ! »

### Autres apparitions

#### Jeux vidéo
Tia Dalma a fait de nombreuses apparitions dans des jeux vidéo liés à Disney, notamment en tant que personnage croisé. Dans ses apparitions dans les jeux vidéo, elle est principalement exprimée par Julianna Buescher. Tia apparaît dans l'adaptation en jeu vidéo de Jusqu'au bout du monde et dans le jeu vidéo sur le thème Lego Lego Pirates des Caraïbes : le jeu vidéo. En 2013, le personnage est également apparu dans Disney Infinity en tant que personnage non jouable qui assiste les personnages de Pirates des Caraïbes.
Elle a ensuite fait des apparitions dans Disney Crossy Road, Disney Emoji Blitz, Disney Heroes : Battle Mode, et Disney Magic Kingdoms.
En 2018, un personnage pour Tia Dalma est publié pour un monde sur le thème de Pirates des Caraïbes pour Minecraft. En 2021, Tia Dalma a fait une apparition dans Sea of Thieves : A Pirate's Life aux côtés de plusieurs autres personnages de Pirates des Caraïbes.
Tia Dalma fait une apparition dans la série Kingdom Hearts exprimée par Leslie Miller, faisant ses débuts dans Kingdom Hearts III et reprenant son rôle de Jusqu'au bout du monde. Dans le jeu, Tia Dalma tente de tromper Sora, croyant que la Keyblade pourra la libérer de son corps mortel.

#### Médias imprimés
Tia Dalma apparaît dans le magazine Pirati dei Caraibi et dans plusieurs adaptations de livres et de romans graphiques de la série de films Pirates des Caraïbes .
Dans Kingdom Keepers, Tia Dalma apparaît avec un rôle majeur à proximité du cinquième livre de la série, Shell Game, en tant que membre des Overtakers. Ayant élu domicile à Castaway Cay, elle rencontre Jafar, qui avait été envoyé par les Overtakers pour l'emmener à bord du Dream . En tant que gardienne du serveur DHI des Overtakers, elle se bat avec Finn et Willa, pour ensuite recevoir une menace de mort à moins qu'elle ne libère la mère de Finn du contrôle d'Overtaker. Dans le sixième livre, Dark Passage, elle travaille avec les sorcières Maléfique et la Méchante Reine pour sortir Chernabog de sa stupeur et lui redonner sa pleine puissance; elle brûle une fleur clé et incite Finn à poignarder mortellement son meilleur ami, permettant à Chernabog de lécher le sang et de se réveiller. Elle est assommée et prise en otage par les Gardiens. Dans le dernier livre The Insider, Tia Dalma échappe à la garde et fouille dans le labyrinthe, libérant Chernabog et la Méchante Reine, tout en récupérant certains des os de Maléfique ; elle est horrifiée qu'un puissant pratiquant de la magie noire ait été tué. Elle manipule un chauffeur de ravitaillement pour Disneyland afin qu'elle et ses alliés se dirigent vers leurs nouvelles cachettes. Elle mène à l'origine l'attaque contre les Gardiens à Toontown, mais perd son leadership au profit de la Reine. Tia Dalma s'est plutôt concentrée sur le sort nécessaire pour ressusciter Maléfique.

#### Marchandise
Tia Dalma est apparue dans plusieurs produits sur le thème de Pirates des Caraïbes, notamment des poupées jouets, des figurines Lego, des vêtements et des figurines d'action. Elle apparaît également comme une figure de Disney Crossy Road.

## Réception
Tia Dalma a reçu un accueil positif depuis sa première apparition dans le Coffre du mort, la plupart des éloges étant destinés à la performance de Naomie Harris. Cathal Gunning pour Screen Rant l'a citée comme l'un des personnages les plus « importants » et « fascinants », mais a critiqué son arc sous-développé, écrivant : « La franchise Pirates des Caraïbes présentait un personnage intrigant dans Tia Dalma de Naomi Harris, mais qui était la sorcière, quels étaient ses pouvoirs et quelle était sa puissance ? Malgré sa disparition à la fin de la première trilogie, elle était sans conteste l'un des personnages les plus redoutables de toute la franchise. » 
Naomie Harris, qui a été interviewée en 2007 par Roger Moore pour Orlando Sentinel, a commenté son portrait, décrivant Tia comme un "personnage plus grand que nature, et vous n'êtes pas lié par les contraintes de la réalité avec elle".

### Analyse des personnages
Tia Dalma a été comparée à Mami Wata du folklore jamaïcain, un esprit mystérieux et séduisant lié à la mer. En tant que personnage féminin exotique hautement sexualisé, on disait qu'elle représentait la perception romancée des Caraïbes à l'époque coloniale et que ses relations avec les pirates reflétaient la dynamique de pouvoir de la conquête coloniale. Cependant, comme l'ont noté les critiques, Tia Dalma a le dessus dans ces dynamiques de pouvoir en raison de sa « domination sur les énergies masculines », et les tentatives des pirates pour prendre le contrôle d'elle en la piégeant dans un corps humain sont finalement vaines. Heike Steinhoff la compare à la déesse Calypso, bien que son pouvoir soit limité par le fait qu'elle soit gardée dans sa hutte, et elle note que son personnage emprunte aux « stéréotypes « raciaux » et ethniques qui relient l'ascendance africaine et sud-américaine à des éléments de la nature et Pouvoirs surnaturels". Les critiques ont également comparé son personnage à Yoda de Star Wars en raison du fait que les deux personnages sont des sages excentriques vivant dans les marais et dotés de modèles de discours particuliers.

## Voir également
- Le vaudou